# Heterobapta plumellata
Heterobapta plumellata là một loài bướm đêm trong họ Geometridae.